# 多拉迪納 (巴拉那州)
23°22′51″S 53°17′31″W / 23.38083°S 53.29194°W
多拉迪納（葡萄牙語：Douradina）是巴西的城鎮，位於該國南部，由巴拉那州負責管轄，始建於1983年2月1日，面積419.9平方公里，海拔高度406米，2013年人口8,007，人口密度每平方公里19.07人。